# Paralympiska flyktinglaget
Paralympiska flyktinglaget består av oberoende paralympiska deltagare som är flyktingar. Paralympiska flyktinglaget deltog första gången 2016.
2024 blev Zakia Khudadadi lagets första medaljör, då hon tog brons i parataekwondo.